# Orthosia
Orthosia es un género de fanerógamas de la familia Apocynaceae. Contiene unas 50 especies de las cuales 28 son aceptadas, 6 están aún discutidas y el resto son meros sinónimos. Es originario de América.

## Descripción
Son enredaderas sufrútices o herbáceas que alcanzan los 0.5-8 m de altura, con distintas ramas largas y cortas, o ortótropo; órganos subterráneos que consiste en raíces fibrosas; raíces adventicias en algunas especies notables.  Las hojas son persistentes o caducas, sésiles o pecioladas; herbáceas de 1-9 cm de largo, 0.2-4 cm de ancho, lineales, oblongas o aovadas, obtusas basalmente, redondeadas o cuneadas, el ápice agudo, acuminado o mucronado, glabras aisladamente a poco glabrescentes, pubescentes o aterciopelada, venación restringida a la nervadura central visible, con 1-4 coléteres en la base de las hojas.
Las inflorescencias son axilares o extra-axilares, solitarias o en pareja, más cortas que las hojas adyacentes, con 1-20 flores, simples,  pedunculadas o (sub-) sésiles, pedúnculos casi tan largos como los pedicelos que son muy cortos, glabras o   pubescentes o aterciopeladas, brácteas florales visibles, persistentes después de la abscisión de las flores, lanceoladas u ovaladas, abaxialmente con tricomas. Su número de cromosomas es de: 2n = 20.

## Distribución y hábitat
Se encuentra en las Antillas: Bahamas, Cuba, República Dominicana, Haití, Jamaica. América del Norte: EE. UU. (Florida), América Central: Belice, Costa Rica, El Salvador, Guatemala, Honduras, México, Nicaragua, Panamá y América del Sur: Argentina, Bolivia , Brasil, Paraguay, Perú. En los bosques, principalmente en los claros, matorrales y bordes de caminos, a una altitud de 2.000 metros.

## Taxonomía
El género fue descrito por Joseph Decaisne y publicado en Prodromus Systematis Naturalis Regni Vegetabilis 8: 526–527. 1844.

## Especies

### Aceptadas en mayo de 2025
1. Orthosia angustifolia (Schult.) Liede & Meve - México (Veracruz, Puebla, Chiapas)
2. Orthosia boliviana Liede & Meve - Bolivia
3. Orthosia bonplandiana (Schult.) Liede & Meve - Colombia
4. Orthosia calycina (Schltr.) Liede & Meve - Perú
5. Orthosia cardozoi (Schult.) Liede & Meve - Venezuela
6. Orthosia cassythoides (Suess.) Morillo -  Venezuela
7. Orthosia congesta (Vell.) Decne. - Brasil
8. Orthosia conradii (Schult.) Liede & Meve - México (Michoacán)
9. Orthosia cynanchoides W.D. Stevens - México (Chiapas)
10. Orthosia dusenii (Malme) Fontella - Brasil
11. Orthosia eichleri E.Fourn. - Brasil
12. Orthosia ellemanniae (Morillo) Liede & Meve - S Ecuador a Peru
13. Orthosia extra-axillaris W.D. Stevens -  Costa Rica
14. Orthosia florida (Vell.) Liede & Meve - N Venezuela, E y S Brasil y NE Argentina
15. Orthosia glaberrima (Woodson) W.D. Stevens -  Panamá, Costa Rica
16. Orthosia goyderiana Liede & Meve - Bolivia
17. Orthosia guilleminiana (Decne.) Liede & Meve - Brasil
18. Orthosia henriqueana (Silveira) Liede & Meve - Brasil (Minas Gerais)
19. Orthosia itatiaiensis Malme - Brail (Río de Janeiro)
20. Orthosia jaliscoensis Liede & Meve - México (Colima, Jalisco)
21. Orthosia leivae Liede & Meve - Ecuador a Perú
22. Orthosia leptocarpa (Rusby) Liede & Meve - NE Colombia a Venezuela
23. Orthosia loandensis Fontella & Valente - Paraná
24. Orthosia meridensis (Morillo) Liede & Meve - Venezuela
25. Orthosia mexicana (S.Watson) Liede & Meve - México
26. Orthosia micrantha Liede & Meve - Venezuela
27. Orthosia misera (L.O.Williams) W.D.Stevens -- México (Chiapas) a Honduras
28. Orthosia myriantha (Schltr.) Liede & Meve - Perú (Huanuco) a Bolivia
29. Orthosia nicaraguensis Liede & Meve - Nicaragua
30. Orthosia nubicola (Morillo) Liede & Meve - Venezuela
31. Orthosia pallida (Rusby) Liede & Meve - NE Colombia a NO Venezuela
32. Orthosia paranaensis Liede & Meve - Brasil (Paraná)
33. Orthosia parviflora (E. Fourn.) Liede & Meve - Río de Janeiro
34. Orthosia pearcei (Rusby) Liede & Meve -  Bolivia
35. Orthosia peruviana (Schltr.) Liede & Meve -  Perú (Junín, Pasco)
36. Orthosia pietrangelii (Schltr.) Liede & Meve - Venezuela (Téchira)
37. Orthosia pubescens (Greenm.) Liede & Meve - México central
38. Orthosia ramosa W.D. Stevens - Honduras
39. Orthosia rariflora (Schltr.) Liede & Meve - Perú (Puno) a Oeste Bolivia
40. Orthosia retinaculata (Schltr.) Liede & Meve - Bolivia a Argentina
41. Orthosia rubens (L.O. Williams) W.D. Stevens - Guatemala
42. Orthosia scoparia (Nutt.) Liede & Meve - USA (Florida, Georgia, South Carolina)[4]
43. Orthosia selloana (E. Fourn.) Liede & Meve -  Braail
44. Orthosia sepium (Decne.) Liede & Meve - Mexico (E Oaxaca)
45. Orthosia smaragdina W.D. Stevens -  Guatemala
46. Orthosia stannardii (Morillo) Liede & Meve - Venezuela (Amazonas)
47. Orthosia stenophylla Schltr - Colombia
48. Orthosia stipitata W.D. Stevens - Mexico (Chiapas)
49. Orthosia subulata (Vell.) Liede & Meve -SE y S Brasil  Argentina (Misiones)
50. Orthosia teodormeyeri Liede & Meve - noroeste Argentina
51. Orthosia tomentosa (E.Fourn.) Malme - SE. & S. Brasil a Argentina (Misiones)
52. Orthosia umbrosa Decne. - Río de Janeiro
53. Orthosia urceolata E.Fourn. -  Brasil
54. Orthosia virgata (Poir.) E. Fourn. - Argentina
55. Orthosia woodii Meve & Liede -  Bolivia

### Discutidas
- Orthosia woodii Meve & Liede
- Orthosia trianaei Schltr.
- Orthosia mollis Schltr.
- Orthosia paniculata Klotzsch
- Orthosia itatiaiensis Malme
- Orthosia hatschbachii Fontella & Goes